# Marienkapelle Hinterachmühle

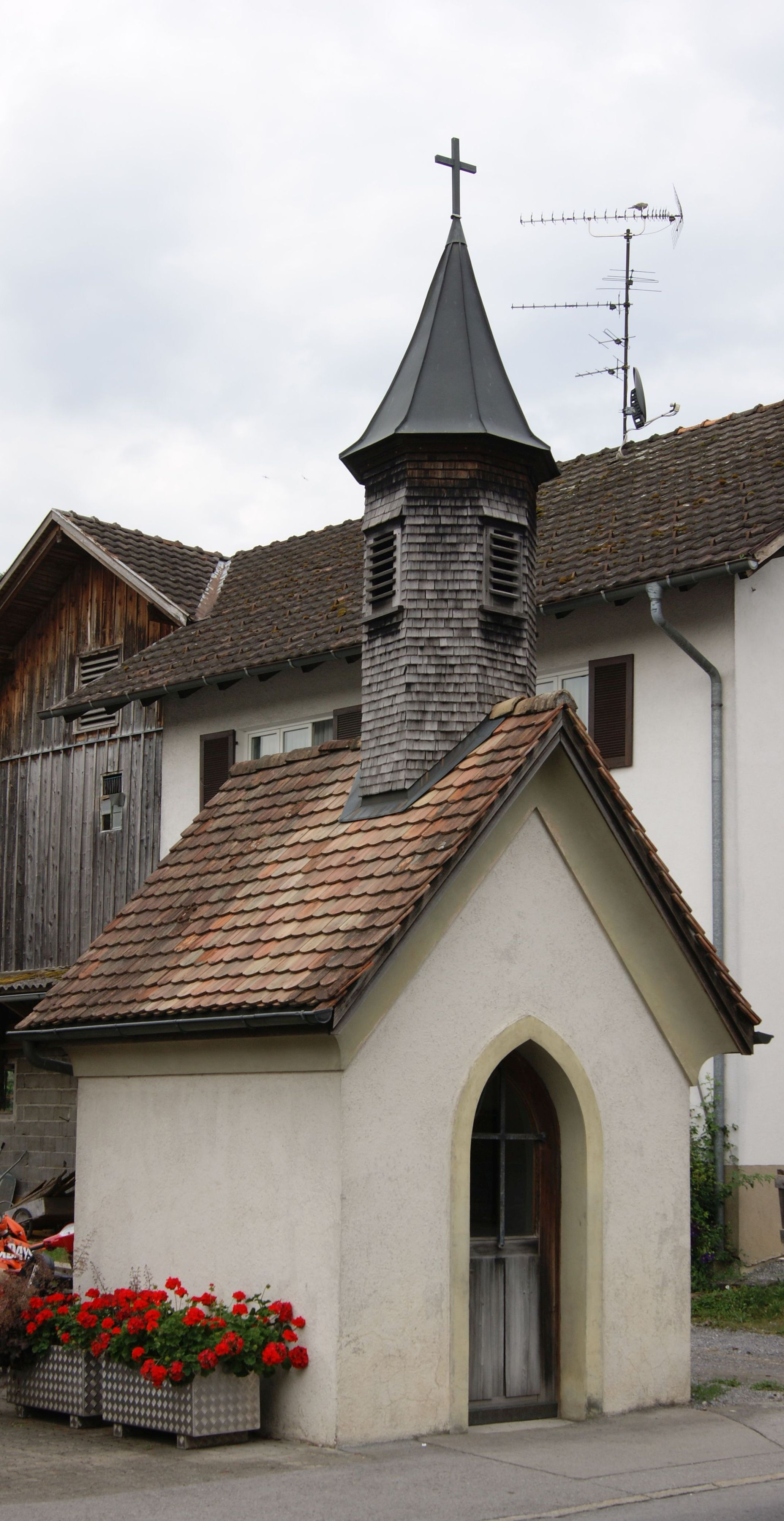
Kapelle in der Hinteren Achmühle, Blick von Süd-Westen.

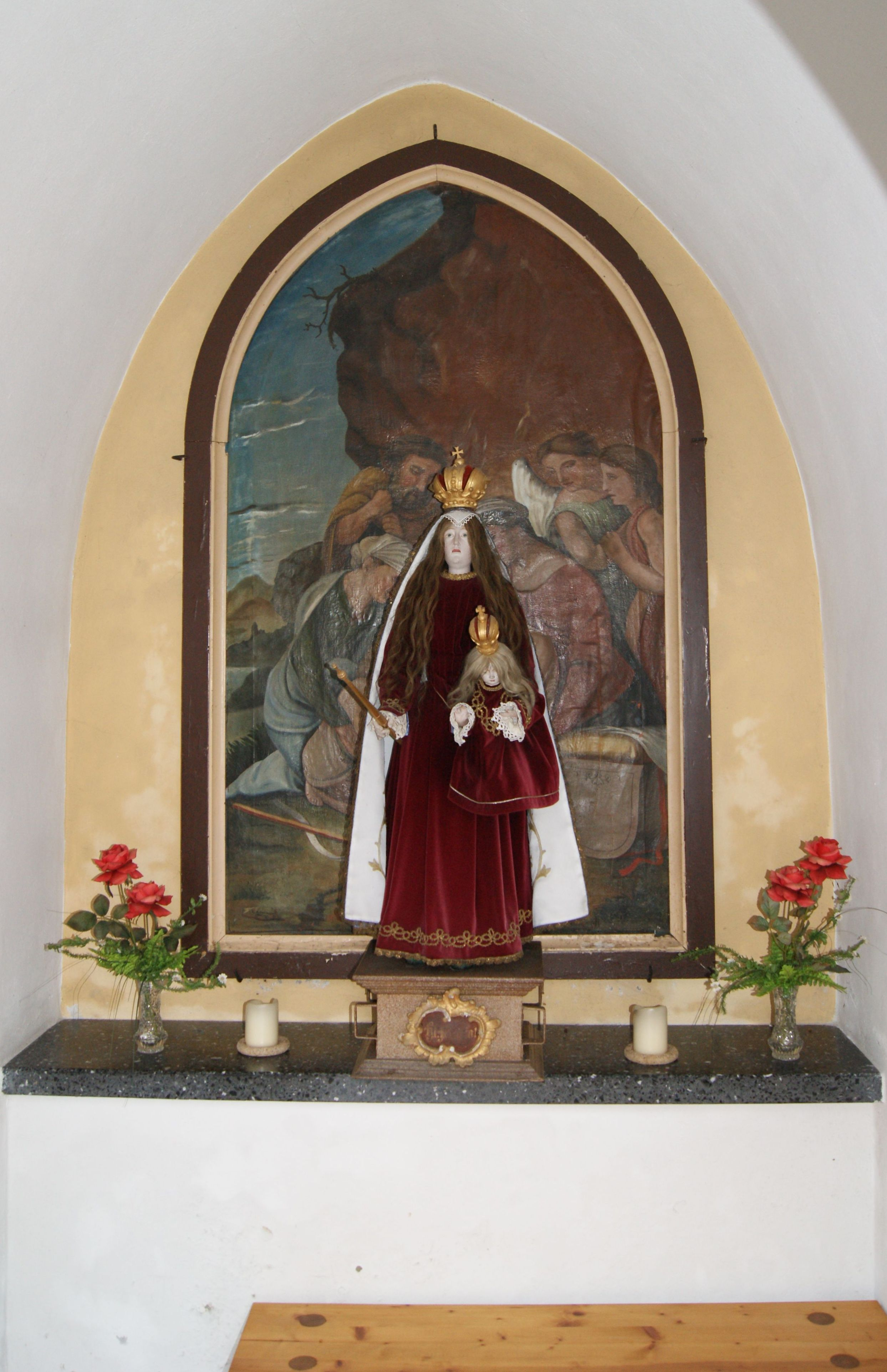
Altarbild der Heiligen Familie und Johannes. Im Vordergrund die Statue der Muttergottes.

Die römisch-katholische Marienkapelle Hinterachmühle steht im Ortsteil Hintere Achmühle der Gemeinde Dornbirn im Bezirk Dornbirn in Vorarlberg. Sie ist der Gottesmutter geweiht und gehört zur Stadtpfarrkirche St. Leopold und damit zum Dekanat Dornbirn in der Diözese Feldkirch. Das Bauwerk stammt etwa aus dem Jahr 1850 und ist vom Stadtzentrum von Dornbirn etwa 1,3 km Luftlinie entfernt.

## Geschichte
Die Kapelle an der Hinteren Achmühlerstraße wurde etwa um 1850 (zwischen 1848 und 1853) von den Eigentümern der umliegenden Häusern erbaut zum Schutz der Gebäude an der Dornbirner Ach vor Hochwasser. Ein Vorgängerbau war ein Bildstock mit einer Darstellung der Vierzehn Nothelfer, der in der Nähe stand.
Die Kapelle wurde 1960 und 1983 renoviert.

## Kirchenbau
Es handelt sich um einen Bau mit rechteckiger Grundform und Südwest/Nordost-Ausrichtung mit spitztonnengewölbtem Betraum. Nordöstlich (Altar) sind die Außenwände abgeschrägt. Die einfache Holztüre und der Glockendachreiter auf dem Satteldach mit achteckigen Spitzhelm befinden sich südwestlich. Das Satteldach ist mit Biberschwanzziegeln gedeckt.

## Ausstattung
Am Altar ist eine bekleidete Figur der Muttergottes mit Kind aus dem 18. Jahrhundert und das Altarbild stellt die Heilige Familie mit Johannes dar.
Rechts findet sich ein Gemälde „Guter Hirte“ aus dem Jahr 1855. Auf der gegenüberliegenden Seite ein Bild der Hl. Helena mit der Inschrift: „Glaube, hoffe u. liebe“ Alle Bilder tragen die Signatur: „Schwendinger, Maler“. Das Altarbild die Jahreszahl 1853, die Seitenbilder die Jahreszahl 1855.